# Špendlíkové plátno
Špendlíkové plátno (anglicky Pinscreen) je speciální zařízení, které slouží ke tvorbě animací. Tuto metodu animace vymyslel a používal Alexander Alexeïeff a Claire Parkerová. Jedná se o otočný rám, ve kterém je síťka – v ní se nachází přes půl milionu špendlíků. Při jejich nasvícení vzniká stín, který lze měnit zasouváním a vysouváním – k tomu se používají různé předměty jako válečky apod. Po každé expozici se kompozice špendlíků nepatrně změní a tím se vytváří animace. Výsledkem je vizuálně specifické dílo, jemně definovaná snová atmosféra animace. Díky své pracnosti pomocí ní nevzniklo mnoho snímků – její velkou nevýhodou bylo to, že jakmile jednou byla fáze exponovaná na film, nešlo se vracet k předchozím (bylo téměř nemožné vytvořit danou fázi znova, pokud se již plocha plátna změnila). Techniku dále využil a zdokonalil mj. Jacques Drouin a Břetislav Pojar.

## Seznam filmů

### Alexander Alexeïeff
- Noc na Lysé hoře, 1934
- En Passant,1943

### Jacques Drouin
- Trois exercices sur l’écran d’épingle d’Alexeïeff, 1974
- Mindscape, 1976
- Nightangel (Romance z temnot), 1986 – spolu s Břetislavem Pojarem
- Ex-Child, 1994
- A Hunting Lesson, 2001
- Imprints, 2004